# Francesco I del Liechtenstein
Francesco I del Liechtenstein (nome completo in tedesco Franz de Paula Maria Karl August; Maria Enzersdorf, 28 agosto 1853 – Valtice, 25 luglio 1938) è stato principe del Liechtenstein dal 1929 al 1938.

## Biografia

### Infanzia
Francesco nacque nel 1853, secondo maschio ed ultimo dei figli del principe Luigi II del Liechtenstein e di sua moglie, la contessa Franziska Kinsky von Wchinitz und Tettau.

### Carriera militare e diplomatica
Egli iniziò la propria attività pubblica col prestare servizio nell'esercito dell'Impero Austro-Ungarico e studiò presso l'Università di Vienna e quella di Praga.
Successivamente, sempre per conto del governo imperiale, divenne ambasciatore alla corte dello zar Nicola II a San Pietroburgo dove rimase dal 1894 al 1898, coltivando uno stretto rapporto col sovrano russo. Quando fece ritorno a Vienna, nel 1907 fondò l'Istituto per la storia dell'Europa orientale, donando alla stessa organizzazione una vasta biblioteca composta da testi acquistati prevalentemente in Russia. Nel 1914 divenne membro onorario della Accademia delle Scienze di Vienna e venne insignito del Toson d'oro nel 1917.

### Principe del Liechtenstein
Divenuto Principe del Liechtenstein dopo essere succeduto al fratello Giovanni II nel 1929, Francesco I continuò essenzialmente le riforme economiche intraprese dal fratello.
Come il fratello Giovanni II, Francesco I non ebbe eredi, sebbene avesse sposato Elisabeth von Gutmann, proveniente da una famiglia ebrea benestante di Vienna nobilitata nell'Ottocento , il 22 luglio 1929. Suo nipote, il principe Aloisio venne nominato suo erede, ma lo stesso Principe ereditario si escluse dalla linea di successione in favore del figlio, Francesco Giuseppe, nel 1923.

### Ultimi anni e morte
Nel marzo del 1938 l'ormai anziano Francesco I ritenne opportuno affiancarsi al governo il pronipote Francesco Giuseppe. Anche se egli addusse come scusa la sua età avanzata, si ha oggi ragione di credere che egli temesse di rimanere solo sul trono qualora la Germania nazista avesse deciso di invadere il principato ed annetterlo al Reich.
Francesco I morì il 25 luglio 1938, e gli succedette Francesco Giuseppe, che divenne Principe col nome di Francesco Giuseppe II. Alla sua morte, come la maggior parte dei membri della casa principesca del Liechtenstein venne sepolto nella cripta della chiesa di Vranov, mentre sua moglie (morta nel 1960) verrà sepolta nella nuova cripta della casata a Vaduz, all'interno dei confini del principato.

## Discendenza
Francesco I del Liechtenstein ebbe un figlio con la principessa russa Natal'ja Naryškina:
- Principe Vladimir Naryškin (1897-1971).

## Ascendenza
|                                                      |                                                          |                                                             | Genitori                                           |  |  | Nonni |  |  | Bisnonni                               |  |  | Trisnonni                  |  |
|                                                      |                                                          |                                                             |                                                    |  |  |       |  |  | Francesco Giuseppe I del Liechtenstein |  |  | Emanuele del Liechtenstein |  |
|                                                      |                                                          |                                                             |                                                    |  |  |       |  |  | Francesco Giuseppe I del Liechtenstein |  |  | Emanuele del Liechtenstein |  |
|                                                      |                                                          | Maria Anna Antonia di Dietrichstein-Weichselstädt           |                                                    |  |  |       |  |  | Francesco Giuseppe I del Liechtenstein |  |  |                            |  |
| Giovanni I Giuseppe del Liechtenstein                |                                                          |                                                             |                                                    |  |  |       |  |  | Francesco Giuseppe I del Liechtenstein |  |  |                            |  |
|                                                      |                                                          | Leopoldina di Sternberg                                     | Francesco Filippo di Sternberg                     |  |  |       |  |  |                                        |  |  |                            |  |
|                                                      |                                                          | Leopoldina di Sternberg                                     | Francesco Filippo di Sternberg                     |  |  |       |  |  |                                        |  |  |                            |  |
|                                                      |                                                          | Leopoldina di Sternberg                                     | Maria Leopoldina di Starhemberg                    |  |  |       |  |  |                                        |  |  |                            |  |
| Luigi II del Liechtenstein                           |                                                          | Leopoldina di Sternberg                                     |                                                    |  |  |       |  |  |                                        |  |  |                            |  |
|                                                      |                                                          | Joachim Egon di Fürstenberg-Weitra                          | Ludwig Wilhelm August Egon di Fürstenberg-Weitra   |  |  |       |  |  |                                        |  |  |                            |  |
|                                                      |                                                          | Joachim Egon di Fürstenberg-Weitra                          | Ludwig Wilhelm August Egon di Fürstenberg-Weitra   |  |  |       |  |  |                                        |  |  |                            |  |
|                                                      |                                                          | Joachim Egon di Fürstenberg-Weitra                          | Maria Anna Gräfin Fugger von Kirchberg-Weissenhorn |  |  |       |  |  |                                        |  |  |                            |  |
| Giuseppa di Fürstenberg-Weitra                       |                                                          | Joachim Egon di Fürstenberg-Weitra                          |                                                    |  |  |       |  |  |                                        |  |  |                            |  |
|                                                      |                                                          | Sophia Maria di Oettingen-Wallerstein                       | Filippo Carlo di Oettingen-Wallerstein             |  |  |       |  |  |                                        |  |  |                            |  |
|                                                      |                                                          | Sophia Maria di Oettingen-Wallerstein                       | Filippo Carlo di Oettingen-Wallerstein             |  |  |       |  |  |                                        |  |  |                            |  |
|                                                      |                                                          | Sophia Maria di Oettingen-Wallerstein                       | Carlotta Giuliana di Oettingen-Baldern             |  |  |       |  |  |                                        |  |  |                            |  |
| Francesco I del Liechtenstein                        |                                                          | Sophia Maria di Oettingen-Wallerstein                       |                                                    |  |  |       |  |  |                                        |  |  |                            |  |
|                                                      | Joseph Ernst, IV principe Kinsky von Wchinitz und Tettau | Franz de Paula, III principe Kinsky von Wchinitz und Tettau |                                                    |  |  |       |  |  |                                        |  |  |                            |  |
|                                                      | Joseph Ernst, IV principe Kinsky von Wchinitz und Tettau | Franz de Paula, III principe Kinsky von Wchinitz und Tettau |                                                    |  |  |       |  |  |                                        |  |  |                            |  |
|                                                      | Joseph Ernst, IV principe Kinsky von Wchinitz und Tettau | Maria Sidonia Teresa di Hohenzollern-Hechingen              |                                                    |  |  |       |  |  |                                        |  |  |                            |  |
| Franz de Paula Joseph Kinsky von Wchinitz und Tettau | Joseph Ernst, IV principe Kinsky von Wchinitz und Tettau |                                                             |                                                    |  |  |       |  |  |                                        |  |  |                            |  |
|                                                      |                                                          | Maria Rosa von Harrach                                      | Ferdinand Bonaventura von Harrach                  |  |  |       |  |  |                                        |  |  |                            |  |
|                                                      |                                                          | Maria Rosa von Harrach                                      | Ferdinand Bonaventura von Harrach                  |  |  |       |  |  |                                        |  |  |                            |  |
|                                                      |                                                          | Maria Rosa von Harrach                                      | Maria Rosa von Harrach                             |  |  |       |  |  |                                        |  |  |                            |  |
| Franziska Kinsky von Wchinitz und Tettau             |                                                          | Maria Rosa von Harrach                                      |                                                    |  |  |       |  |  |                                        |  |  |                            |  |
|                                                      |                                                          | Rudolf von Wrbna und Freudenthal                            | Eugen Václav Josef von Wrbna und Freudenthal       |  |  |       |  |  |                                        |  |  |                            |  |
|                                                      |                                                          | Rudolf von Wrbna und Freudenthal                            | Eugen Václav Josef von Wrbna und Freudenthal       |  |  |       |  |  |                                        |  |  |                            |  |
|                                                      |                                                          | Rudolf von Wrbna und Freudenthal                            | Maria Theresia Kollonitz von Kollegrád             |  |  |       |  |  |                                        |  |  |                            |  |
| Therese von Wrbna und Freudenthal                    |                                                          | Rudolf von Wrbna und Freudenthal                            |                                                    |  |  |       |  |  |                                        |  |  |                            |  |
|                                                      |                                                          | Marie Theresia Aloisia von Kaunitz-Rietberg-Questenberg     | Dominik Andreas von Kaunitz-Rietberg-Questenberg   |  |  |       |  |  |                                        |  |  |                            |  |
|                                                      |                                                          | Marie Theresia Aloisia von Kaunitz-Rietberg-Questenberg     | Dominik Andreas von Kaunitz-Rietberg-Questenberg   |  |  |       |  |  |                                        |  |  |                            |  |
|                                                      |                                                          | Marie Theresia Aloisia von Kaunitz-Rietberg-Questenberg     | Bernardina di Plettenberg-Wittem                   |  |  |       |  |  |                                        |  |  |                            |  |
|                                                      |                                                          | Marie Theresia Aloisia von Kaunitz-Rietberg-Questenberg     |                                                    |  |  |       |  |  |                                        |  |  |                            |  |